# Paroecanthus niger
Paroecanthus niger är en insektsart som beskrevs av Henri Saussure 1874. Paroecanthus niger ingår i släktet Paroecanthus och familjen syrsor. Inga underarter finns listade i Catalogue of Life.